# Ремчиці
Ре́мчиці — село в Україні, у Сарненській міській громаді Сарненського району Рівненської області. Населення становить 980 осіб.

## Географія
Село розташоване за 102 км від обласного центру та 10 км від районного центру, на правому березі річки Горині. Найближча залізнична станція — Сарни (за 10 км).

## Символіка
Затверджена 21 березня 2012р. рiшенням №303 сесії сільської ради.

### Герб
У золотому щиті з опуклими лазуровими нижніми кутами лазурова квітка льону з золотою серцевиною.

### Прапор
Прямокутне полотнище із співвідношенням сторін 2:3 складається з двох рівновеликих горизонтальних смуг жовтого та блакитного кольорів. У центрі жовтої смуги блакитна квітка льону з жовтою серцевиною.

## Історія
Станом на 1885 рік у колишньому власницькому селі Бережницької волості Луцького повіту Волинської губернії мешкало 880 осіб, налічувалось 127 домогосподарств, існувала православна церква, 2 постоялих будинки, водяний млин.
За переписом 1897 року чисельність населення зросла до 1214 осіб (625 чоловіків та 589 — жінок), з яких 1169 — православної віри.
У 1936 році село входило до однойменної громади, до якої також належали хутори Грабини, Кіцин, Клин, Липники, Масляничі, Невеселі та Підкрпище.
12 червня 2020 року, відповідно до розпорядження Кабінету Міністрів України № 722-р «Про визначення адміністративних центрів та затвердження територій територіальних громад Рівненської області», село увійшло до складу Сарненської міської громади.

## Населення
Згідно з переписом УРСР 1989 року чисельність наявного населення села становила 1169 осіб, з яких 525 чоловіків та 644 жінки.
За переписом населення України 2001 року в селі мешкало 980 осіб.

### Мова
Розподіл населення за рідною мовою за даними перепису 2001 року:
| Мова       | Відсоток |
| ---------- | -------- |
| українська | 99,49 %  |
| російська  | 0,41 %   |
| молдовська | 0,1 %    |

## Відома особа
Уродженець села:
- Мельник Петро Володимирович — доктор економічних наук, професор, заслужений економіст України, екс-ректор Національного університету державної податкової служби України, член-кореспондент Національної академії педагогічних наук України.